# 铁市场
铁市场（法語：或）是加勒比海岛国海地的一座农贸市场，位于该国首都太子港，始建于1891年，期间曾多次遭火灾、地震摧毁但已恢复运作。

## 历史
铁市场的主体建筑由法国制造，为金属结构，原本为法国为埃及开罗的一座铁路车站打造的馆舍，后因埃及方面取消订单，海地总统弗洛维尔·伊波利特便从法国人手中买下了这座金属建筑，并于1891年运至海地，建成了铁市场。铁市场整体建筑用薄铁板建成，是太子港市內的代表性传统市场建筑，其图像也出现在1,000海地古德的背面。
自建成后，铁市场曾多次遭到毁坏，2008年的一场火灾摧毁了市场部分建筑，导致其被弃用，而在2010年海地地震后，铁市场完全崩塌，震后，在爱尔兰商人丹尼斯·奥布赖恩的支持下，铁市场得以重建并恢复原貌，其中，当年制作金属构造的法国公司也参与了重建工程，一些现地的废砖瓦也被用于重建市场。2011年，铁市场重新对外开放，当时，美国前总统比尔·克林顿也出席了落成典礼，这座市场也是海地震后最早完成重建的建筑之一。2018年2月13日，铁市场再度因为火灾一度关闭，普遍认为市场中一处垃圾桶的火源导致了这次事故的发生。

## 外部連結
- UNESCO-Le Marché Hyppolite, renait de ses cendres... （页面存档备份，存于）（法文）